# Angelo Damiano
Angelo Damiano (ur. 30 września 1938 w Neapolu) – włoski kolarz torowy, mistrz olimpijski oraz brązowy medalista mistrzostw świata.

## Kariera
Pierwszy sukces w karierze Angelo Damiano osiągnął w 1963 roku, kiedy został mistrzem kraju w wyścigu tandemów. Rok później wystąpił na igrzyskach olimpijskich w Tokio, gdzie wspólnie z Sergio Bianchetto zdobył złoty medal w wyścigu tandemów. Był to jego jedyny start olimpijski. W 1965 roku Angelo przeszedł na zawodowstwo. Podczas rozgrywanych w 1967 roku mistrzostw świata w Amsterdamie zdobył brązowy medal w sprincie indywidualnym zawodowców, ulegając jedynie Belgowi Patrickowi Sercu oraz swemu rodakowi Giuseppe Beghetto.